# Ironman 70.3 Cozumel
Ironman 70.3 Cozumel ist seit 2012 der Name einer auf der mexikanischen Insel Cozumel stattfindenden Triathlon-Sportveranstaltung über die Distanzen 1,9 km Schwimmen, 90 km Radfahren und 21,1 km Laufen. 
Von 2006 bis 2011 wurde diese über die gleichen Distanzen unter dem Namen Ironman 70.3 Cancún ausgerichtet.

## Organisation
Der Triathlon wird von der World Triathlon Corporation, einem Tochterunternehmen des chinesischen Dalian Wanda Konzerns, im Rahmen seiner Ironman 70.3-Triathlonserie veranstaltet. Das Markenzeichen Ironman 70.3 leitet sich aus der Gesamtdistanz der Strecke von 70,3 Meilen (entsprechend 113 km) ab.
Das Rennen wird jährlich im September oder Oktober ausgetragen. Der Austragungsort wurde 2012 von Cancún auf die Insel Cozumel verlegt.
Der Ironman 70.3 Cozumel bietet 50 Startplätze für die Ironman 70.3 World Championship.
Seit 2009 findet hier auch jährlich im November der Ironman Cozumel über die Langdistanz (3,86 km Schwimmen, 180,2 km Radfahren und 42,195 km Laufen) statt.

## Streckenverlauf
Cozumel ist eine der östlichen Küste der mexikanischen Halbinsel Yucatán vorgelagerte Insel und das Schwimmen geht über eine Runde im Karibischen Meer. Auch die Rad- und die Laufdistanz gehen über einen einmal zu absolvierenden Rundkurs.
Der Deutsche Andreas Böcherer konnte das Rennen hier schon drei Mal gewinnen und er hält mit 3:48:10 Stunden seit 2015 den Streckenrekord.
Bei den Frauen hält die Australierin Liz Blatchford seit 2012 den Streckenrekord mit 4:14:31 Stunden.

## Siegerliste

### Ironman 70.3 Cozumel (seit 2012)
Das Rennen löst ab 2012 den Ironman 70.3 Cancún ab und wurde erstmals am 23. September 2012 ausgetragen.
| Datum/Jahr    | Männer                    | Männer            | Männer               | Frauen                  | Frauen             | Frauen                  |
| Datum/Jahr    | Erster Platz              | Zweiter Platz     | Dritter Platz        | Erster Platz            | Zweiter Platz      | Dritter Platz           |
| ------------- | ------------------------- | ----------------- | -------------------- | ----------------------- | ------------------ | ----------------------- |
| 21. Sep. 2025 |                           |                   |                      |                         |                    |                         |
| 21. Sep. 2024 | Marc Dubrick              | Rodrigo Gonzalez  | Robbie Deckard       | Lisa Perterer           | Vittoria Lopes     | Cecilia Perez           |
| 24. Sep. 2023 | Tomas Rodriguez Hernandez | Luciano Taccone   | Justin Riele         | Hannah Berry            | Sarah Crowley      | Gurutze Frades Larralde |
| 25. Sep. 2022 | Luciano Taccone -2-       | Flavio Morandini  | Marc Dubrick         | Gurutze Frades Larralde | Amy Cymerman       | Palmira Alvarez         |
| 26. Sep. 2021 | Luciano Taccone           | Emmanuel Lejeune  | Fernando Toldi       | Cecilia Perez           | Lesley Smith       | Romina Palacio          |
| 27. Sep. 2020 | Sam Long                  | Tyler Butterfield | Mauricio Méndez Cruz | Holly Lawrence          | Romina Biagioli    | Cecilia Perez           |
| 29. Sep. 2019 | Tyler Butterfield         | Rodolphe Von Berg | Michael Weiss        | Ellie Salthouse -2-     | Svenja Thoes       | Sara van del Vel        |
| 30. Sep. 2018 | Michael Weiss             | Tyler Butterfield | Alan Carrillo Avila  | Ellie Salthouse         | Svenja Thoes       | Angela Duncan Naeth     |
| 24. Sep. 2017 | Terenzo Bozzone           | Matt Chrabot      | Mauricio Méndez Cruz | Stephanie Roy           | Leanda Cave        | Svenja Thoes            |
| 2. Okt. 2016  | Mauricio Méndez Cruz      | Richie Cunningham | Alois Knabl          | Sue Huse                | Lauren Brandon     | Ellie Salthouse         |
| 20. Sep. 2015 | Andreas Böcherer -3-      | Cody Beals        | Wiktor Sjemzew       | Céline Schärer          | Jeanni Seymour     | Georgia Stott           |
| 21. Sep. 2014 | Todd Skipworth            | Cedric Boily      | Raul Tejada          | Leanda Cave             | Valentina Carvallo | Corrie Kristick         |
| 22. Sep. 2013 | James Cunnama             | Terenzo Bozzone   | Matt Chrabot         | Annabel Luxford         | Melissa Hauschildt | Daniela Ryf             |
| 23. Sep. 2012 | Andreas Böcherer -2-      | Daniel Fontana    | Paul Ambrose         | Liz Blatchford          | Melissa Hauschildt | Yvonne van Vlerken      |

### Ironman 70.3 Cancún (seit 2006)
Das sechste und letzte Rennen des Ironman 70.3 Cancún in Cancún fand hier am 18. September 2011 statt.
| Datum/Jahr    | Männer             | Männer               | Männer         | Frauen              | Frauen          | Frauen             |
| Datum/Jahr    | Erster Platz       | Zweiter Platz        | Dritter Platz  | Erster Platz        | Zweiter Platz   | Dritter Platz      |
| ------------- | ------------------ | -------------------- | -------------- | ------------------- | --------------- | ------------------ |
| 18. Sep. 2011 | Andreas Böcherer   | Daniel Fontana       | Timothy Reed   | Christie Sym        | Melody Ramirez  | Carla Stampfli     |
| 2010          | Luke Bell          | Luke Jarrod McKenzie | Oscar Galindez | Amanda Stevens      | Michellie Jones | Kate Major         |
| 20. Sep. 2009 | Oscar Galindez -2- | Paul Ambrose         | Igor Amorelli  | Michellie Jones -2- | Daniela Sämmler | Katherine Baker    |
| 2008          | Chris Legh         | Oscar Galindez       | Igor Amorelli  | Kim Loeffler        | Caroline Smith  | Dunia Gomez Tirado |
| 2007          | Oscar Galindez     |                      |                | Tyler Stewart       | Abigail Bayley  | Helen Laura Tingle |
| 2006          | Simon Lessing      | Kieran Doe           | Peter Clode    | Michellie Jones     | Natasha Filliol | Helen Laura Tingle |